# Norton Contreras
Luis Armando Contreras Reyes, más conocido como Norton Contreras (Aguas Blancas, 15 de junio de 1919-Santiago, 3 de agosto de 1991), fue un futbolista chileno que se desempeñaba como interior izquierdo. Fue campeón con Colo-Colo en 1939, el invicto de 1941 y 1944. Además, integró la selección chilena en los Campeonatos Sudamericanos de 1941, 1942 y 1945.

## Trayectoria
Sus comienzos futbolísticos fueron en el barrio San Eugenio, en la Escuela 57. Ahí lo vio un profesor que lo llevó a las infantiles de Colo-Colo. Debutó en el primer equipo en el Campeonato de Receso de 1937, y en 1939 en Primera División. Consiguió con el conjunto albo los campeonatos de 1939, el invicto de 1941 y el torneo de 1944.
En 1943 jugó en Argentina, en Banfield, y en septiembre de 1946 fue el primer chileno contratado para actuar en México, en América, donde estuvo hasta mediados de 1947.
Sus restos mortales descansan, desde el 4 de agosto de 1991, en el Mausoleo de los Viejos Cracks de Colo-Colo, en el Cementerio General de Santiago.

## Selección nacional
Fue internacional con la selección de fútbol de Chile entre 1941 y 1945. Disputó los Campeonatos Sudamericanos de 1941 en Santiago, de 1942 en Montevideo, y de 1945 en Santiago.

### Participaciones en Campeonatos Sudamericanos
| Sudamericano                 | Sede    | Resultado    | PJ | G |
| ---------------------------- | ------- | ------------ | -- | - |
| Campeonato Sudamericano 1941 | Chile   | Tercer lugar | 2  | 1 |
| Campeonato Sudamericano 1942 | Uruguay | Sexto puesto | 6  | 1 |
| Campeonato Sudamericano 1945 | Chile   | Tercer lugar | 6  | 0 |

## Clubes
| Club      | País      | Año       |
| --------- | --------- | --------- |
| Colo-Colo | Chile     | 1937-1943 |
| Banfield  | Argentina | 1943      |
| Colo-Colo | Chile     | 1944-1946 |
| América   | México    | 1946-1947 |

## Palmarés

### Campeonatos nacionales
| Título                  | Club      | País  | Año  |
| ----------------------- | --------- | ----- | ---- |
| Primera División        | Colo-Colo | Chile | 1939 |
| Campeonato de Apertura  | Colo-Colo | Chile | 1940 |
| Primera División        | Colo-Colo | Chile | 1941 |
| Primera División        | Colo-Colo | Chile | 1944 |
| Campeonato de Campeones | Colo-Colo | Chile | 1945 |